# Change (песня Мивы)
«Change» (стилиризуется как ChAngE) — третий сингл японской певицы Мивы. Был выпущен 1 сентября 2010 года лэйблом Sony Music Entertainment Japan.

## Создание
Оптимистичная поп-рок песня полностью на японском языке, за исключением английской фразы «I wanna change». Лирика описывает человека с желанием «измениться, чтобы быть более похожим (на себя)». Буквы A и E, заглавные в названии песни, представляют собой изменение Мивы от акустической гитары к электрогитаре. Гитара Мивы, используемая для этого релиза, была моделью Joan Jett Gibson Melody Maker.

## Промоушен
Песня была использована в качестве 12-й вступительной песни для аниме Bleach, начиная с апреля 2010 года и сменилась «Ranbu no Melody» SID 12 октября 2010 года.
21 августа исполнила песню в прямом эфире на музыкальном шоу Music Fair, а также сотрудничала с Реко Мориямой и Акико Яно, чтобы исполнить каверы на «Kono Hiroi Nohara Ippai» (дебютный сингл Мориямы 1967 года) и «Super Folk Song», сингл Яно 1992 года.
Во время промоушена для сингла miwa провела первое мероприятие «miwa Keiongakubu» (miwa軽音楽部, «клуб легкой музыки Miwa») 5 сентября, в котором Miwa провела встречу со многими гитаристами средней школы (группа из 20 электрогитаристов, выбранных из 300 претендентов на официальном сайте Miwa). На мероприятии 21 электрогитарист исполнили «Change» в унисон.

## Музыкальное видео
В музыкальном клипе Мива исполняет песню с участниками группы, в пещере, освещённой свечами. Между спектаклем перемежаются две основные отдельные сцены. На первом изображены несколько женщин в тёмном лесу, чьи белые платья освещены светящимися огнями. Другая сцена: Мива в красном платье, исследующая лес в дневное время. Женщины иногда появляются в тех же сценах, что и Мива, когда она исследует лес.

## Трек-лист
Слова и музыка всех песен — miwa.
| №                   | Название                                         | Arranger            | Длительность |
| ------------------- | ------------------------------------------------ | ------------------- | ------------ |
| 1.                  | «Change»                                         | Naoki-T             | 4:09         |
| 2.                  | «You Can Do It!»                                 | Akihisa Matsuura    | 3:55         |
| 3.                  | «Amayadori» (あまやどり "Shelter from the Rain") | Quatre-M            | 4:01         |
| 4.                  | «Change (Instrumental)»                          | Naoki-T             | 4:09         |
| Общая длительность: | Общая длительность:                              | Общая длительность: | 16:20        |

## Чарты
| Чарты                            | Высшая позиция |
| -------------------------------- | -------------- |
| Billboard Japan Hot 100          | 12             |
| Oricon daily singles             | 5              |
| Oricon weekly singles            | 8              |
| RIAJ Digital Track Chart Top 100 | 4              |

### Продажи
| Чарты                     | Сумма  |
| ------------------------- | ------ |
| Oricon физические продажи | 20,000 |